# Мумі-тролі

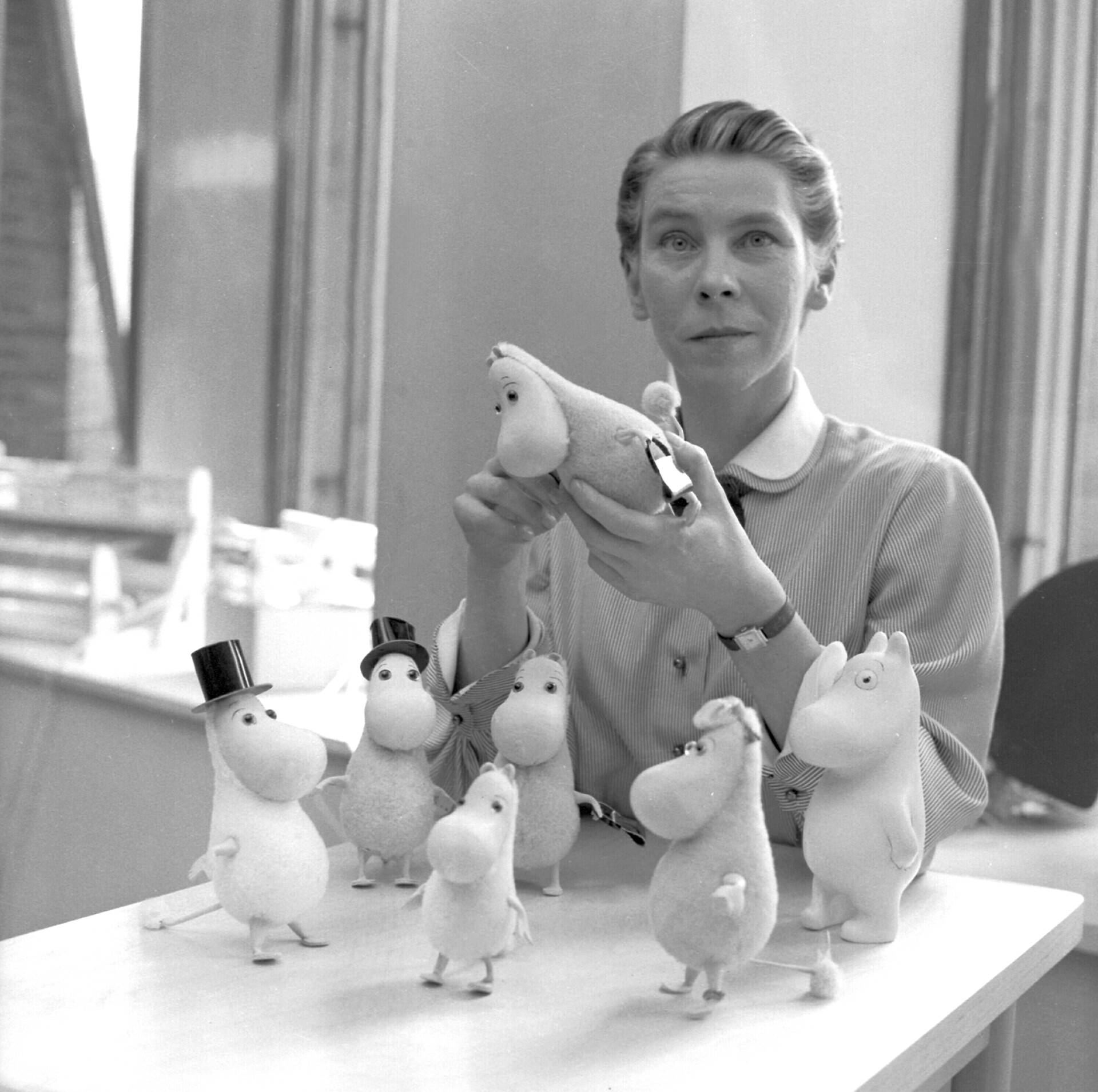
Туве Янссон з фігурками мумі-тролів

Му́мі-тро́лі — казкові істоти, герої дитячих творів фінської письменниці та художниці Туве Янссон. Вони дещо нагадують прямоходячих бегемотів і живуть родиною в Долині мумі-тролів. Туве Янссон написала та проілюструвала серію книг про мумі-тролів упродовж 1945—1980 років. Мумі-тролі надихнули численні телевізійні серіали, фільми та два тематичні парки: у Наанталі, Фінляндія, та в Ханно, Сайтама, Японія.

## Вигляд і заняття
Мумі-тролі — це округлі білі істоти з великими мордами. Родина мумі-тролів живе в Долині мумі-тролів у гармонії з природою. Мумі-тролі люблять море, і іноді подорожують, але дуже цінують, що мають безпечний дім, куди можна повернутися. З наближенням осені мумі-тролі готуються до зимової сплячки. Коли їхня долина вкривається снігом, мумі-тролі засинають до весни.

## Помешкання мумі-тролів

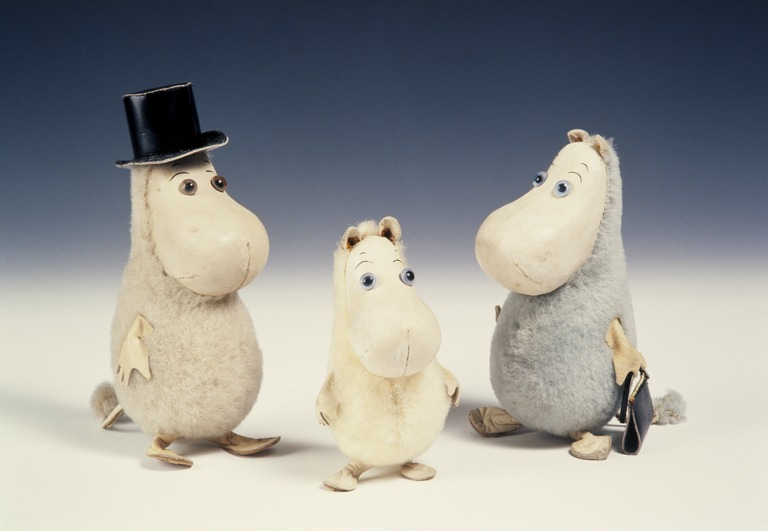
Іграшкові мумі-тролі

Рідна домівка мумі-тролів — блакитний будиночок, розташований у їхній долині. Згідно з ранніми описами Янссон, він схожий на круглу в основі вежу, пофарбовану в чорничний синій колір з червоним конічним дахом. Пізніше версії, зокрема мініатюра в Музеї мумі-тролів у Тампере, зображають будинок прямокутним, але з асиметричним розташуванням вікон, балконів і сходів.

### Мешканці мумі-будинку

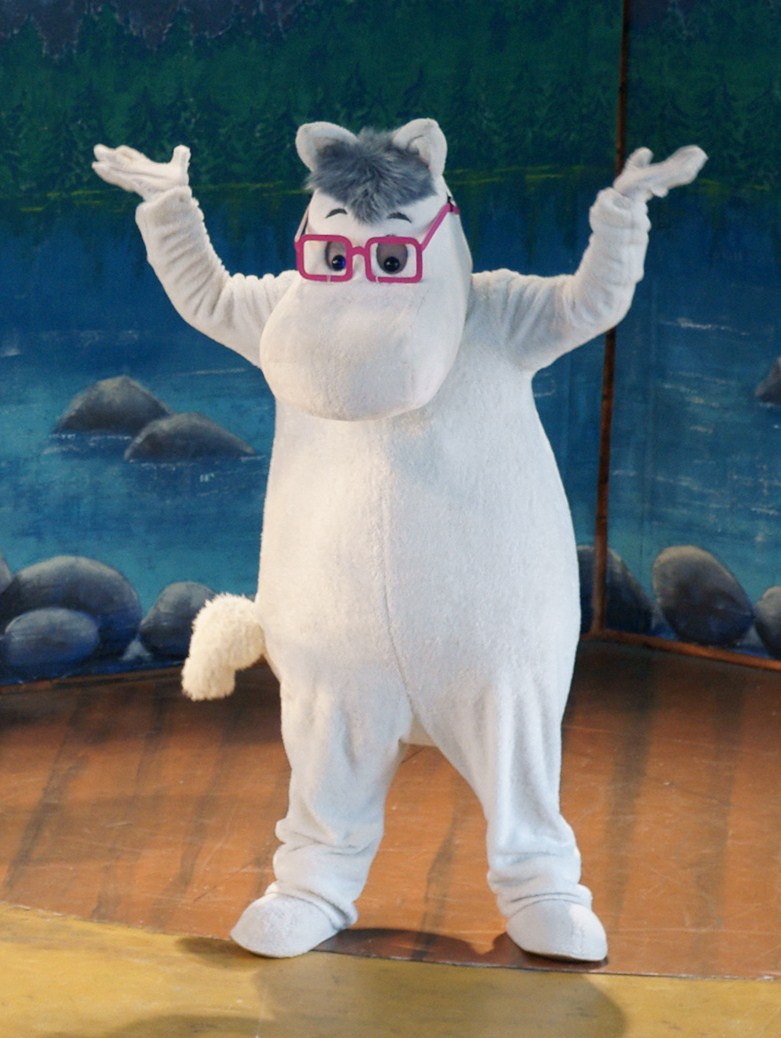
Актор у костюмі Хропуся

У мумі-будинку мешкають:
- Мумі-троль — загальний улюбленець. Зворушує своєю відкритістю, доброзичливістю, любов'ю до батьків та симпатією до друзів. Він із задоволенням, як і будь-яка дитина, віддається різноманітним пригодам, мандрівкам, прагне чогось нового, незвіданого, таємничого і чарівного. Загалом Мумі-троль хоробрий, але в деяких випадках виявляється боязкий. Легко заводить знайомства, чим завдає головного болю своїй мамі[4].
- Мумі-мама — втілення доброти, ніжності, турботи. Носить білий фартух. Мама Мумі-троля — завжди готова прийняти нових друзів улюбленого сина, нагодувати, приголубити й покласти спати. Вона завжди із сумкою, де носить речі, які можуть терміново знадобитися. Наприклад, сухі панчохи, карамельки, ліки від шлунка… Мумі-мама була принесена морем просто в обійми Мумі-тата[4].
- Мумі-тато — народився за найнезвичайнішого розташування зірок і залишений у Будинку підкидьок Гемулихи. Замолоду багато подорожував, сам збудував Мумі-будинок. Носить чорний капелюх-циліндр. Він також найвідоміший письменник у Долині Мумі та на її околицях. Талановитий, вірний своїм уподобанням, дружбі, здатний на екстравагантні витівки, заохочує все незвичайне у своєму оточенні[4].
- Чмих (Крихітне Звірятко) — трішки жадібний, любить скиглити. Небайдужий до всього яскравого і солодкого. Син Вертя та Підливки.
- Нюхмумрик — навесні будить Мумі-тролів. Кожне літо проводить у їхньому будинку, а восени іде в далекі краї. Знайомий з усіма тваринами і птахами. Вірний друг Мумі-троля, невтомний шукач пригод. У ньому вирує кров романтика і поета. Любить викурити люльку і пограти на губній гармошці. Не любить таблички з заборонами. Син Мюмлі та Потішника[4].
- Актор у костюмі ХропусяХропусь — зовні схожий на Мумі-троля, але, як і всі хропусі, змінює свій колір залежно від настрою. Має перуку, подібну до перуки Ісаака Ньютона. Любить наводити порядок і проводити різноманітні збори. Дуже серйозний тип. Але все ж таки не розуміє, навіщо на світі існують сестри.
- Хропся — сестричка Хропуся. Кокетлива модниця: має шовковистий чубчик і золотий браслетик на ніжці. Любить прикраси і проводити багато часу перед люстерком. Може бути напрочуд серйозною.
- Предок Мумі-троля — дуже старий, живе у печі. Має слабкість до розшитих бісером шнурочків для пічної в'юшки.
- Чупсля і Трясля — дві маленькі вертляві подружки з великою валізою. Розмовляють не дуже зрозумілою мовою. Милі, але безтямкі. Обожнюють молоко і вміст своєї валізи.
- Вітрогонка — живе у купальні в оточенні мишок-невидимок. Початок весни святкує грою на шарманці.
- Мара — холодна, страхітлива і самотня. Сідає на кожний вогник, щоб зігрітися, але, звичайно, гасить його.
- Гемуль — у нього величезний ніс. Ходить у сукні, яка дісталася йому від тітки. Він доволі занудний, любить командувати і ніколи не визнає своєї неправоти. Колекціонує поштові марки. Коли грають у схованки, завжди ховається під диваном — на більше в нього не вистачає уяви.
- Мюмля — мама Маленької Мю, її старшої сестри, Нюхмумрика та ще багатьох мюмлят.
- Потішник — тато Нюхмумрика. Привабливий і веселий шукач пригод, але дуже ледачий.
- Донька Мюмлі — дівчина серйозна і прямолінійна. Любить себе й своє розкішне волосся. Весь час розшукує молодшу сестру.
- Маленька Мю — найменша мюмля у світі. Досить єхидна й уїдлива, але не зі зла, бо не бачить причини бути іншою.
- Чепуруля — досить нервова, боїться комах. Постійно кудись поспішає, прибирає й готує. Терпіти не може всіх родичів, але вважає своїм обов'язком виявляти до них родинні почуття.
- Капаруля — пПодруга Чепурулі. Дуже вихована і врівноважена пані.
- Мудрик Лавка — маленький, але дуже серйозний. Фантазер і мрійник. Милий, але самотній.
- Гафса — усі гафси — вередливі істоти, до того ж — пліткарі. Вона жахливо готує і має жахливу вроду.
- Рюмса — дуже образлива, любить поплакати і пожалітися на свою тяжку долю. Незрівнянна трагічна актриса.
- Кнютт — маленька і дуже скромна тваринка. Однак, саме він пояснив Мумі-родині, що таке Різдво.
- Щуриха Емма — стара театральна щуриха. Допомогла родині мумі-тролів поставити п'єсу. Любить побурчати.
- Маленька Гемулиха — дуже добра, всім допомагає. В'яже теплі шкарпеточки.
- Пес Юнк — романтик. Любить вити на місяць і слухати вовче виття.
- Крихітка Саломея — відважна крихітка-маля, по вуха закохана в Гемуля.
- Ондатр — справжній філософ. Цілими днями лежить у гамаку з розумною книгою. Піклування про себе сприймає як належне. Зануда.
- Дядько Панько — йому аж 100 років. Воркотун. Любить рибалити і, взагалі, робити все, що в такому похилому віці робити не можна.
- Верть — неуважний і лякливий. Власник величезної колекції ґудзиків. Незмінний кок пароплава «Морська серенада».
- Підливка — дружина Вертя і мама Чмиха. Дуже мила.
- Фредріксон — найкращий друг Мумі-тата. Великий винахідник. Капітан пароплава «Морська серенада», який збудував сам.
- Дронт Едвард — дуже великий дронт із дуже великими лапами. Постійно примудряється когось розчавити.
- Ті-ті-уу — маленьке звірятко, ім'я якому вигадав Нюхмумрик.
- Привид — любить усіх лякати, але, взагалі, добрий і веселий.
- Гаттіфнати — безликі і беземоційні вічні мандрівники, що заряджаються електрикою. З'являються на світ з насіння у день літнього сонцестояння. Подорожують у маленьких човниках по всьому світу. Раз на рік збираються на своєму таємному острові і дізнаються про погоду за великим барометром.
- Гризлики — маленькі й спритні. Коли в них ріжуться зуби, здатні розгризати все на своєму шляху. Обожнюють ігри, що виховують.

## Мумі-тролі в мистецтві
Туве Янссон написала та проілюструвала 9 романів про мумі-тролів і 3 артбуки. Перша книга Мумі-тролів створювалася під час Радянсько-фінської війни. Її друзі запропонували написати збірку оповідань, і протягом 1939—1940 років Туве створила роман «Мумі-тролі та велика повінь», який більше нагадував оповідання, ніж роман.
Перші два романи про мумі-тролів лишилися майже непоміченими, але третій отримав схвальні оцінки у Фінляндії та Швеції в 1948 році. В 1950 його переклали англійською мовою і книга стала всесвітньо відомою. Лондонська «The Evening News» почала публікувати комікси про мумі-тролів у 1954 році.
Туве також малювала комікси про мумі-тролів з 1950-х по 1960-ті роки, поки її брат Ларс Янссон не почав допомагати їй.

### Перелік книг
- Småtrollen och den stora översvämningen (укр. Маленькі тролі і велика повінь, 1945)
- Kometjakten/ Kometen kommer/ Mumin på Kometjakt (укр. Комета прилітає, 1946)
- Trollkarlens hatt (укр. Капелюх чарівника, 1948)
- Moominpappans bravader/ Moominpappans memoarer (укр. Мемуари Тата Мумі-троля, 1950)
- Hur gick det sen? Boken om Mymlan, Mumintrollet och lilla My (укр. Як це було? Книга про Мюмлю, Мумі-троля та маленького Мі, 1952)
- Farlig midsommar (укр. Небезпечне літо, 1954)
- Trollvinter (укр. Зима в країні мумі-тролів, 1957)
- Vem ska trösta knyttet?(укр. Хто розважить малятко?, 1960)
- Det osynliga barnet och andra berättelser (укр. Невидиме дитятко та інші історії, 1963)
- Pappan och havet (укр. Мумі-тато і море, 1965)
- Sent i November (укр. Наприкінці листопада, 1970)
- Den farliga resan (укр. Небезпечна подорож, 1977)
- Skurken i muminhuset (укр. Шахрай у домі мумі-тролів, 1980)

### Кіно й телебачення
- Родина мумі-тролів (Die Muminfamilie, 1959) — західнонімецький ляльковий мультсеріал і його продовження 1960 року «Буря в долині Мумі-тролів» (Sturm im Mumintal).
- Мумі-тролі (Mūmin, 1969—1970) — японський аніме-телесеріал.
- Мумі-троль (Mumintrollet, 1969) — шведськомовний костюмований серіал.
- Нові мумі-тролі (1972) — японський аніме-телесеріал, ремейк серіалу 1969 року.
- Мумі-тролі (1971) — японський анімаційний фільм.
- Мумі-тролі (1972) — японський анімаційний фільм.
- Долина Мумі-тролів (Mumindalen, 1973) — шведський костюмований серіал, заснований на «Зимі в країні мумі-тролів».
- Мумі-троль (Муми-троль, 1979) — радянський мультсеріал, заснований на «Комета прилітає».
- Оповідки мумі-тролів (Opowiadania Muminków, 1977—1982) — австро-німецько-польський телесеріал перекладної анімації.
- Хто розважить малятко? (Vem ska trösta knyttet?, 1980) — шведський анімаційний фільм за однойменною книгою.
- Капелюх чарівника (Шляпа Волшебника, 1980—1983) — радянський мультсеріал.
- Мумі-тролі (Tanoshii Mūmin Ikka, 1990—1991) — аніме-серіал виробництва Нідерландів, Фінляндії та Японії, створений у Японії.
- Чарівна сімейка мумі-тролів: Щоденник пригод (1991—1992) — аніме-телесеріал виробництва Нідерландів і Японії, створений у Японії, продовження серіалу 1990—1991 років.
- Комета в країні мумі-тролів (1992) — нідерландський і японський аніме-фільм, приквел до серіалу 1990—1991 років.
- Що сталося далі? (Hur gick det sen?, 1993) — шведський короткометражний анімаційний фільм за «Як це було? Книга про Мюмлю, Мумі-троля та маленького Мі».
- З життя маленьких тролів (Փոքրիկ տրոլների կյանքից, 2008) — вірменський короткометражний анімаційний фільм за мотивами «Останнього дракона на світі» Туве Янссон.
- Мумі-тролі на Рив'єрі (2014) — французький анімаційний фільм за коміксом.
- Долина Мумі-тролів (2019) — серіал фінського та британського виробництва.

## Символізм
Перші історії про мумі-тролів були більш гумористичними, та з часом переросли в освітні сюжетні лінії, які стосуються проблем прийняття суспільством інакшості та забезпечення рівності.
«Мумі-тролі та велика повінь» розглядається як відповідь на Другу світову війну, а «Комета прилітає» — як метафора загрози атомної зброї. «Тато і море», одна з останніх книг про мумі-тролів, може розумітися як портрет кризи середнього віку та депресії.

## Парки мумі-тролів

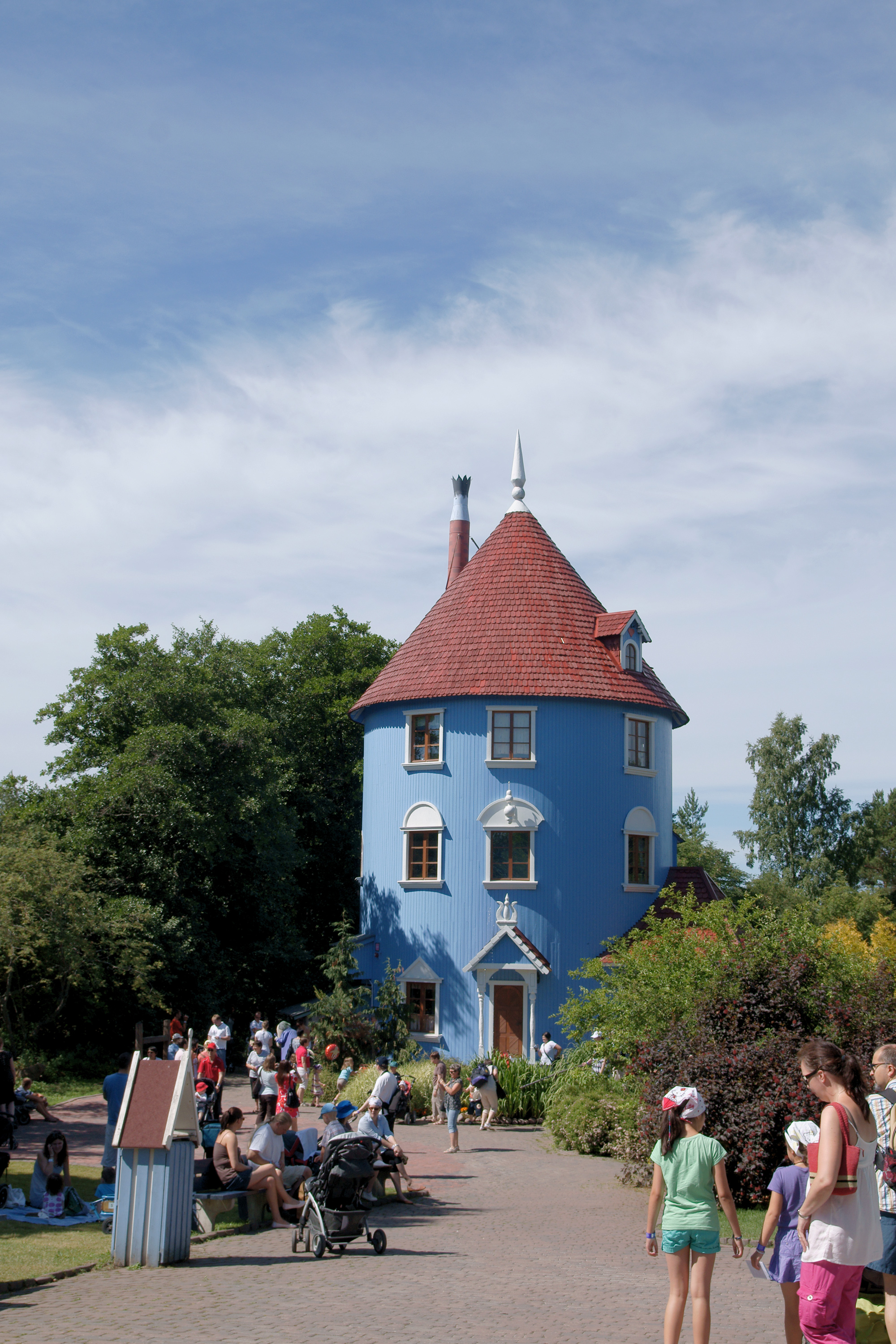
Домівка мумі-тролів, Парк мумі-тролів, Наанталі, Фінляндія

У фінському місті Наанталі є Парк мумі-тролів, розташований на острові Кайло. Це класичний парк з доріжками, валунами і містками. У його створенні брала активну участь сама письменниця. Парк не працює взимку, слідуючи правилу Янссон, що мумі-тролі в цю пору сплять. Головною визначною пам'яткою є п'ятиповерховий Будинок Мумі-тролів, який туристам дозволено вільно відвідувати. Також там відтворено інші місця з книг про мумі-тролів. Актори зображають самих мумі-тролів та інших персонажів.
Дитячий лісовий парк Акебоно (あけぼの子どもの森公園, також званий «Долиною Мумі-тролів» — це тематичний парк для дітей у Ханно, Сайтама в Японії, відкритий у липні 1997 року. Він створений з дозволу Туве Янссон, даного ще в 1970-х роках. Тематичний парк для мумі-тролів «Метса» (з фінської «ліс») був відкритий у березні 2019 року на озері Міядзава, Ханно. В ньому розташована «Долина мумі-тролів», що пропонує такі атракціони, як Мумі-будинок і художній музей.

## Музеї мумі-тролів

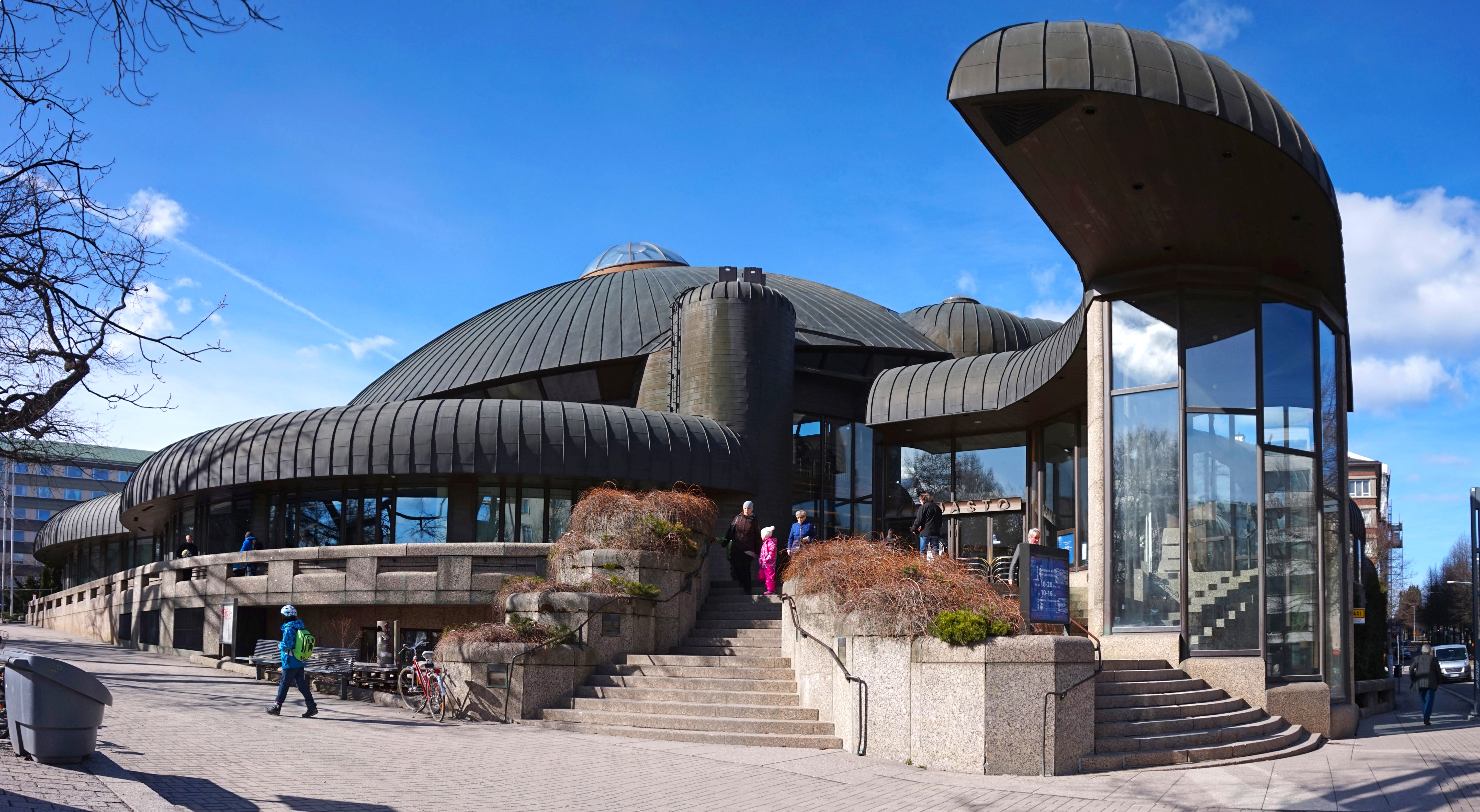
Музей мумі-тролів у Тампере

Долина Мумі-тролів — музей, який відкрили у травні 1987 року в Художньому музеї міста Тампере. Його колекція заснована на оригінальній творчій спадщині письменниці-художниці Туве Янссон. До колекції належать два Мумі-будиночки. Перший був побудований Пентті Ейстола в 1958 році. Другий, — п'ятиповерховий, побудований Пентті Ейстола спільно з Тууліккою Пієтіля і Туве Янссон у 1979 році для участі в Братиславській Бієнале ілюстрацій. Невід'ємною частиною колекції Долини мумі-тролів є створені Тууліккою Пієтіля макети обстановок і казкових сцен з життя мумі-тролів, виконані за сюжетами книг.
Крижана печера Мумі-тролів відкрита 2020 року на південь від Куопіо, Фінляндія. Містить крижані скульптури на тему мумі-тролів, пропонує катання на гірських лижах та інші види діяльності для сімей з дітьми.

## Переклади українською
- Янсон Т. Країна мумі-тролів. Книга 1 / пер. Наталії Іваничук. — Львів : Видавництво Старого Лева, 2004. — ISBN 966-96087-7-2.
  - Маленькі тролі і велика повінь
  - Комета прилітає
  - Капелюх Чарівника

- Янсон Т. Країна мумі-тролів. Книга 2 / пер. Наталії Іваничук. — Львів : Видавництво Старого Лева, 2005. — ISBN 966-8476-01-8.
  - Мемуари Тата Мумі-троля
  - Небезпечне літо
  - Зима-чарівниця

- Янсон Т. Країна мумі-тролів. Книга 3 / пер. Наталії Іваничук. — Львів : Видавництво Старого Лева, 2005. — ISBN 966-8476-03-4.
  - Невидиме дитятко
  - Тато і море
  - Наприкінці листопада